# Sofia av Litauen
Sofia av Litauen, eller Sofia Vitovtovna, född 1371, död 1453, var en storfurstinna av Moskva, gift med storfurst Vasilij I av Moskva. Hon var regent för sin son Vasilij II under hans omyndighet från 1425 till 1433. 

## Biografi
Sofia var dotter till storhertig Vytautas och Anna av Litauen. Hon förlovades med Vasilij I som en del av ett alliansfördrag mellan Moskva och Litauen år 1387. Hon fördes till Moskva 1390 och gifte sig med Vasilij 1391. 
Efter Vasilijs död 1425 blev Sofia regent som förmyndare för sin omyndige son. Hon slöt 1427 ett fördrag med sin far och gjorde Moskva till en vasall under Litauen. Detta fick Moskvas ryska vasaller att göra uppror, som hon framgångsrikt bekämpade. Efter faderns död 1430 avslutade hon sin pro-litauiska politik och regerade mer oberoende. Sofia ledde 1451 försvaret av Moskva mot tatarerna.